# Anna Fedorova
Anna Borysivna Fedorova (em ucraniano:  Анна Бори́сівна Федорова) (Kiev, 27 de fevereiro de 1990) é uma pianista ucraniana, que tanto toca como solista com orquestras como em música de câmara.
Anna Borysivna Fedorova nasceu em Kiev, então União Soviética (Ucrânia a partir de agosto de 1991), numa família de músicos. Começou a tocar piano aos cinco anos. Deu o seu primeiro recital público aos seis anos e a sua estreia internacional foi em 1997 com a Orquestra Filarmónica Nacional da Ucrânia.
Fedorova realizou concertos enm muitas salas por toda a Europa, América do Norte e América do Sul, incluindo no Concertgebouw de Amsterdão, no Palácio de Belas Artes na Cidade do México, no Teatro Colón na Argentina, no Carnegie Hall, ou no Tokyo Bunka Kaikan, apenas para mencionar algumas das salas mais prestigiadas.  Venceu 14 competições internacionais de piano, incluindo o Primeiro Prémio na Rubinstein na Polónia, em 2009.
Em 2008, graduou-se na Lysenko Musical College for Gifted Children. Estudou depois com Leonid Margarius na Accademia Pianistica Incontri col Maestro em Imola, Itália.
O seu primeiro CD gravado ao vivo é de 2014, e contém obras de Brahms, Liszt e Chopin.